# Лыбедская магистраль
Лыбедская магистраль — улица в исторической части города Владимир. Проходит от улицы Стрелецкий мыс с заездом на Октябрьский проспект до площади Фрунзе за которой вливается в Большую Нижегородскую улицу. Важная транспортная магистраль города Владимир, соединяет западные и восточные районы, выполняет роль дублера Большой Московской и Большой Нижегородской улиц.
Протяженность магистрали составляет 4,2 км. Стоимость работ по прокладке магистрали — более 2 млрд рублей.

## История

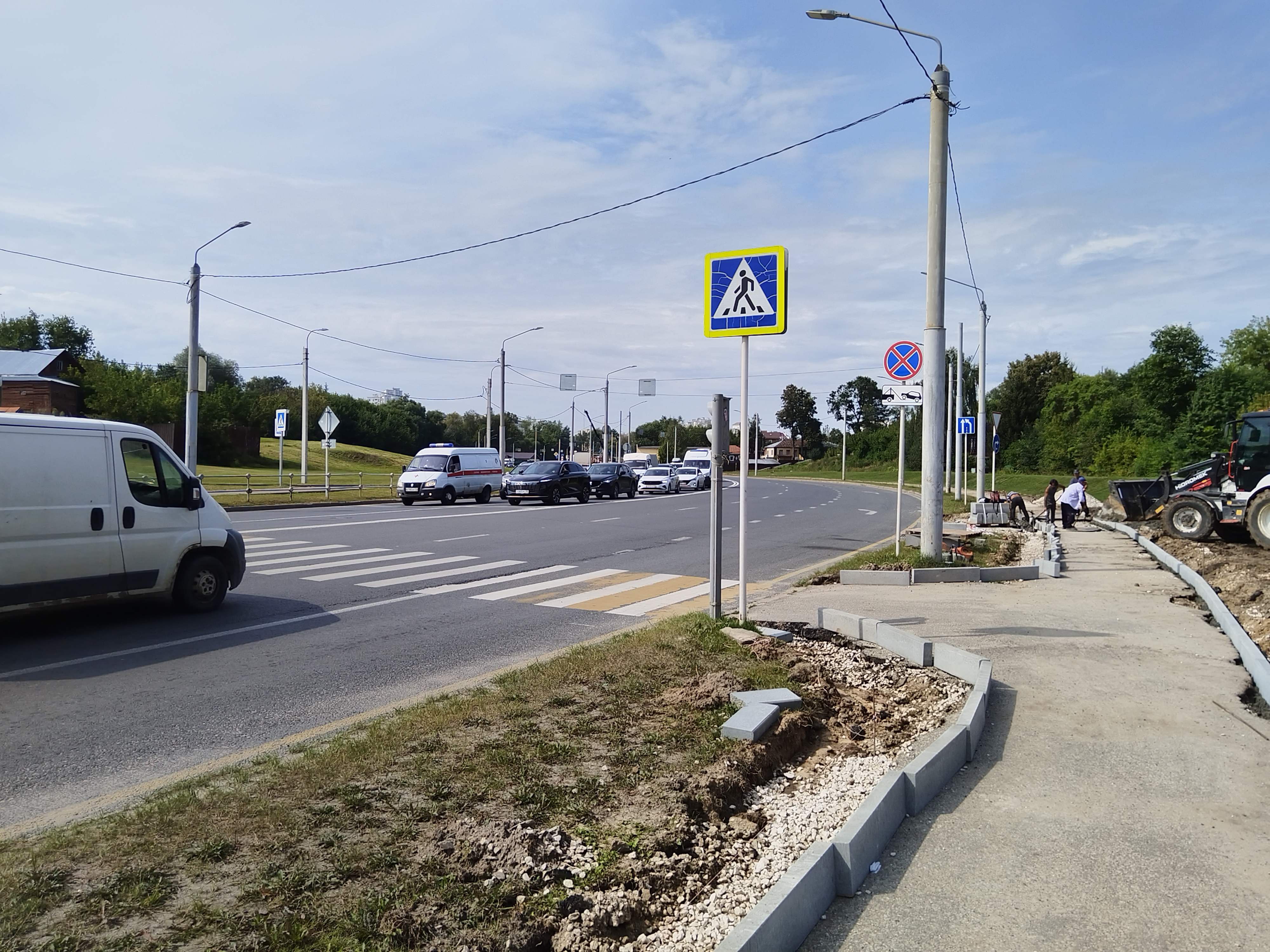
Вид магистрали в сторону Октябрьского проспекта

Лыбелская магистрараль прошла в пойме реки Лыбедь, уже пересохшей и представлявшей собой длинный заросший кустарником пустырь. Первая очередь магистрали открыта в 2017 году. Строительные работы выполнило ДСУ-3. Определённые работы по улучшению состояния магистрали и прилегающих территорий проводились и позднее.
Наименование магистрали было определено 26 июля 2017 года в городской администрации на заседании комитета по градостроительству и архитектуре. Вопрос наименования предварительно неоднократно поднимался в средствах массовой информации, обсуждался топонимической комиссией, 86 % зрителей в специально проведённой телепередаче высказали мнение в пользу названия «Лыбедская магистраль».
В XIX веке земли за рекой Лыбедью (район ул. Луначарского) занимали огороды Муравкиных, производивших здесь овощи в промышленных масштабах. При прокладке магистрали планировалось проводить исследования культурного слоя с привлечением специалистов Института археологии РАН (согласно требованиям федерального законодательства при строительстве), поскольку на одном из участков будущей магистрали, предположительно, в XII веке находилось селище и древние Серебряные ворота — один из главных въездов в город. Планировалось заложить от 20 до 35 штук на всем протяжении магистрали.
Предполагаемого существенного изменения интенсивности транспортного потока в других районах города введение в эксплуатацию магистрали по мнению автолюбителей не дало (не разгрузила от автомобилей исторический центр города, не переключила на себя транзит из западной части города в восточную).
Улица задействована в проведении спортивного мероприятия «Зелёный марафон» — городского семейного фестиваля бега для привлечения внимания к экологическим проблемам.
В 2024 году был разработан детальный проект благоустройства территории Лыбедской магистрали, основанный на концепции «линейного парка по следам утраченных ворот». Планируется проложить пешеходные дорожки с плавным контурам, напоминающим русло реки, использовать природные материалы, такие как декинг и брусчатка, выполнить озеленение в формате сада. Пешеходные дорожки будут иметь разный продуманный уровень из-за перепада высот — альтернативу сплошной аллее, с них будут открываться новые виды на центр. Планом предусмотрены три узловые точки — на пересечении с улицей Усти-на-Лабе, у пешеходного пути на стадион «Лыбедь», у перекрестка в районе больницы общества Красного креста. Откроет маршрут «Серебряный сквер», напоминающий об утраченных Серебряных воротах города (существовавших во времена Андрея Боголюбского, в концепции благоустройства исторические ворота — Золотые, Медные, Иринины, Серебряные и Волжские — войдут в символизирующую их Доминантную композицию. Будет возведён пешеходный мост с Большой Московской улицы на улицу Луначарского из светлого бетона или керамогранита, соотносимый с белокаменными постройками города. На ограждении из перфорированного металла или стекла с напылением с изображением картин фасадов Дмитриевского собора, храма Покрова на Нерли. Рядом с мостом планируют обустроить спортивные площадки, скейт- и роллер-парки. Природный уклон в сторону улицы Горького оформят террасами, ярусным озеленением, композициями из клена Глобозум и спирей Голдфлейм, символизирующих Золотое кольцо России. Авторам проекта представляется привлекательным воплотить идею природного парка — устроить луг с разнообразными свободной посадки растениями (и необычных для Владимира злаковых), не требующими особенного ухода (красота в простоте), такие формы высадки растительности сохраняют эстетичный вид в течение всего года благодаря сезонной смены колористики. Возможно создание рокария — композицию из камней. Реорганизация парковки изменит её геометрию с сохранением числа мест, её отгородят крупными насаждениями. Будет проложена велодорожка. Есть предложение открыть ресторан.